# Adam Marcus (mathématicien)
Adam Wade Marcus (né en août 1979) est un mathématicien américain. Il est titulaire de la chaire d'analyse combinatoire à l'Institut de mathématiques de l' École polytechnique fédérale de Lausanne. L'équipe composée de Marcus, Daniel Spielman et Nikhil Srivastava a reçu le prix Pólya en 2014 pour leur résolution du problème de Kadison-Singer et en 2021 le  prix Michael et Sheila Held pour leur solution de conjectures ouvertes depuis longtemps dans l'étude des graphes de Ramanujan.

## Carrière
Marcus a passé son enfance à Marietta (Géorgie) et a été pensionnaire à la Darlington School à Rome (Géorgie). Il obtient son diplôme de premier cycle à l'université Washington de Saint-Louis, université où il était Compton Fellow. Il termine ses études doctorales avec un Ph.D. obtenu en 2008 sous la direction de Prasad Tetali au Georgia Institute of Technology. Il est pendant quatre ans  Gibbs professeur assistant en mathématiques appliquées à l'université Yale. En 2012, Marcus est cofondateur de Crisply, une société d'analyse à Boston, Massachusetts, où il est scientifique en chef jusqu'en 2015. I est ensuite pendant cinq ans professeur assistant au département de mathématiques de l'université de Princeton, dans programme de mathématiques appliquées et computationnelles. En 2020, il rejoint l'École polytechnique fédérale de Lausanne. Durant ses études, il a également suivi les cours d'été du programme Hampshire College Summer Studies in Mathematics (en).

## Récompenses
De 2003 à 2004, Marcus est boursier du programme Fulbright en Hongrie auprès de Gábor Tardos à l'Institut de recherches mathématiques Alfréd-Rényi de Budapest. En 2008, il reçoit le premier prix Dénes König de mathématiques discrètes de la Society for Industrial and Applied Mathematics pour sa résolution de la conjecture de Stanley-Wilf,,. Le groupe composé de Marcus, Daniel Spielman et Nikhil Srivastava reçoit le prix George-Pólya de 2014 pour leur résolution du problème de Kadison-Singer,. Marcus est conférencier invité, avec ses deux coauteurs, au Congrès international des mathématiciens 2014 à Séoul. Le groupe de Marcus, Spielman et Srivastava est également lauréat du prix Michael et Sheila Held 2021 pour leur travail dans la résolution du problème Kadison-Singer et leur solution de conjectures ouvertes de longue date dans l'étude des graphes de Ramanujan,.

## Publications
- Adam W. Marcus et G. Tardos, « Excluded permutation matrices and the Stanley–Wilf conjecture », Journal of Combinatorial Theory, série A, vol. 107, no 1,‎ 2004, p. 153–160 (DOI 10.1016/j.jcta.2004.04.002 ).
- Adam W. Marcus, Daniel A. Spielman et Nikhil Srivastava, « Interlacing families I: Bipartite Ramanujan graphs of all degrees », Annals of Mathematics, vol. 182, no 1,‎ 2015, p. 307–325 (DOI 10.4007/annals.2015.182.1.7, arXiv 1304.4132).
- Adam W. Marcus, Daniel A. Spielman et Nikhil Srivastava, « Interlacing Families II: Mixed Characteristic Polynomials and the Kadison–Singer problem », Annals of Mathematics, vol. 182, no 1,‎ 2015, p. 327–350 (DOI 10.4007/annals.2015.182.1.8, arXiv 1306.3969).